# Уайнберг, Мэри
Мэри Уайнберг — легкоатлетка США, которая специализировалась в беге на 400 метров. Олимпийская чемпионка 2008 года в составе эстафеты 4×400 метров. Также на Олимпиаде 2008 года соревновалась на дистанции 400 метров, но не смогла выйти в финал.

## Достижения
- 8-е место на чемпионате мира 2007 — 50,96
- 7-е место на Всемирном легкоатлетическом финале 2007 — 50,73
- 7-е место на Всемирном легкоатлетическом финале 2008 — 51,65